# Publio Cornelio Escipión Nasica Córculo
Publio Cornelio Escipión Nasica Córculo (en latín, Publius Cornelius Scipio Nasica Corculum), muerto en 141 a. C., fue dos veces cónsul, censor y pontifex maximus. 

## Biografía

### Familia
Hijo del cónsul del año 191 a. C. Publio Cornelio Escipión Nasica. Su apellido Escipión Nasica, es decir, «Escipión con la nariz afilada», era hereditario. Heredó de su padre el amor por la jurisprudencia, y se hizo tan célebre por su discernimiento y por su conocimiento de la ley pontificia y civil, que recibió el apellido de Córculo (corculum a corde dicebant antiqui et acutum).
Se casó con su prima Cornelia la Mayor, una hija de Escipión el Africano.

### Carrera política
En 169 a. C. participó en la tercera guerra macedónica, a las órdenes de su cuñado Lucio Emilio Paulo Macedónico, mandando el cuerpo de desembarco que atacó a Perseo de Macedonia. Al año siguiente, ambos consiguían la victoria en Pidna, lo que puso fin a la guerra.
En 162 a. C. fue elegido cónsul, pero tuvo que dimitir junto con su colega Cayo Marcio Fígulo, a causa del dictamen de los augures, que pronosticaron que los auspicios no eran favorables.
Ocupó el cargo de censor en 159 a. C. con Marco Popilio Lenas e impuso una norma por la cual no se podían erigir estatuas de personajes públicos en el Foro, sin la autorización expresa del Senado o del pueblo. En su periodo de censura se introdujo por primera vez en Roma la clepsidra. 
Fue elegido para un segundo consulado en 155 a. C., con Marco Claudio Marcelo y sometió a los dálmatas. Era firme defensor de los viejos hábitos y de las costumbres romanas, y un fuerte oponente de todas las innovaciones, de la que dio un ejemplo notable en su segundo consulado, induciendo al Senado para ordenar la demolición de un teatro, la cual fue casi completa, debido a que era perjudicial para la moral pública. 

### Hechos posteriores
Participó en la comisión de arbitraje entre Cartago y Numidia anterior a la tercera guerra púnica, en la que se oponía a la obsesión de Catón con Cartago porque creía que la destrucción del principal rival de Roma traería el declive de la moral republicana. Sin embargo, su postura se debilitó cuando Cartago, harto de las provocaciones de Masinisa, declaró la guerra a Numidia.
Pontífice máximo en 150 a. C. y princeps senatus en 147 a. C..
Se cree que murió en el año 141 a. C., porque ese año fue sucedido en el cargo de Pontífice máximo por su hijo Publio Cornelio Escipión Nasica Serapión.
Como orador fue elogiado por Marco Tulio Cicerón y Aurelio Víctor lo describe como "eloquentia primus, jures scientia consultissimus, ingenio sapientissimus".